# Wormaldia gesugta
Wormaldia gesugta är en nattsländeart som beskrevs av Schmid 1968. Wormaldia gesugta ingår i släktet Wormaldia och familjen stengömmenattsländor. Inga underarter finns listade i Catalogue of Life.